# Јован Ђорђе Палеолог
Jован Ђорђе Палеолог, такође познат као Ђанђорђо (Трино, 20. јануар 1488 – Казале Монферато, 30. април 1533), био је последњи маркиз Монферата из древне византијске породице Палеолога.
Био је син маркиза Бонифација III од Монферата (1424–1494) и маркизе Марије Бранковић (1466–1495), дакле стриц претходног маркиза Бонифација IV.

## Биографија
Након што је започео религиозну каријеру, Јован Ђорђе одлучује да одустане да се посвети клерикалном животу и добија старатељство над младим маркизом Бонифацијем IV и намесништво дели заједно са маркизом-мајком Аном.
Када маркиз Бонифације IV рано умире након пада са коња, Јован Ђорђе наслеђује маркизат који је већ предвидео свој скори крај: лекари предвиђају да ће имати само неколико година живота због болести пробавног система. Стога новокрунисани маркиз готово одмах мора да потпише име свог наследника: изабрана је његова синовица Марија, чији је брак у раној младости (8 година) са маркизом од Мантове Федериком II Гонзага, на захтев маркиза Федерика II, поништен пошто је брак закључен а није конзумиран.
Пошто је примио вест о прераној смрти маркиза Бонифација IV, војвода Федерико II Гонзага се осећа све више укљученим у послове пијемонтског маркиза: стога предузима акцију тако што тражи опозив претходног поништења брака са маркизом Маријом Палеолог и узима је назад за жену, али прекасно: неколико дана након што Марија умре.
Савоје и Васто ди Салуцо такође су тежили да наследе маркизат Монферат, али их је војвода Фредерик II предухитрио све тиме што је цар Карло V признао његова права.
У очајничком покушају да се мушка линија Палеолога настави, маркиз Јован Ђорђе је прихватио царски предлог да се ожени принцезом Јулијом од Арагона (1492-1542), ћерком краља Фридриха I Напуљског и краљице Изабеле дел Балзо, женом која више није била млада. Брак је прослављен упркос томе што је маркиз Јован Ђорђе био на крају свог живота: то је било 21. априла 1533. године, 30. априла је умро маркиз Јован Ђорђе не оставивши наследнике. Војвода Федерико II Гонзага се оженио (3. октобра 1531) сестром покојне маркизе Марије, маркизом Маргаритом, и тако добио контролу над маркизатом.

## Потомство
Јован Ђорђе је имао ванбрачног сина Фламинија, рођеног 1518. године, који је сковао заверу против војводе Вилијама Гонзаге. Био је затворен и умро у тврђави Гоито 1571. године, можда је отрован.